# آنا لوسيا أراوغو
آنا لوسيا أراوغو (بالبرتغالية: Ana Lúcia Araujo‏) هي كاتِبة ومؤرخة برازيلية وكندية، ولدت في 1971 في البرازيل.